# Eliminatórias da Copa do Mundo FIFA de 2010 - Oceania
A zona da Oceania das eliminatórias para a Copa do Mundo FIFA de 2010, na África do Sul, selecionou uma seleção afiliada a Confederação de Futebol da Oceania (OFC) a participar da repescagem contra o quinto colocado das eliminatórias da Ásia. A Oceania é a única confederação que não possui vaga direta para as finais da Copa do Mundo. A última fase das eliminatórias valeu, também, como a Copa das Nações da OFC de 2008.

## Formato
A primeira fase iniciou-se através da edição 2007 dos Jogos do Pacífico em Samoa com o torneio de futebol valendo como eliminatória para a Copa do Mundo. Os medalhistas de ouro, prata e bronze avançaram para a Copa das Nações da OFC de 2008, equivalente a segunda fase da eliminatória.
Os três medalhistas mais a Nova Zelândia, seleção melhor ranqueada da OFC, disputaram a segunda fase em partidas de ida e volta em grupo único entre 2007 e 2008. A equipe vencedora foi coroada campeã da Copa das Nações da OFC e representou a Oceania na Copa das Confederações 2009, além de conquistar a vaga na repescagem contra o quinto colocado da AFC em novembro de 2009.

## Primeira fase
O torneio de futebol dos Jogos do Pacífico de 2007 realizados em Samoa representou a fase preliminar. O sorteio de composição dos grupos ocorreu em 12 de junho de 2007 em Auckland, na Nova Zelândia. Tuvalu participou do torneio, mas como é um time considerado Futebol Não-FIFA (não filiado à FIFA), não teria chances de classificação a Copa do Mundo.
Apesar de habilitada para as eliminatórias, a Papua-Nova Guiné não enviou uma equipe aos Jogos do Pacífico e, conseqüentemente, perdeu as chances de classificar-se a Copa do Mundo.

### Grupo A
| Equipe         | Pts | J | V | E | D | GP | GC | SG  |
| -------------- | --- | - | - | - | - | -- | -- | --- |
| Fiji           | 10  | 4 | 3 | 1 | 0 | 25 | 1  | +24 |
| Nova Caledônia | 10  | 4 | 3 | 1 | 0 | 6  | 1  | +5  |
| Taiti          | 4   | 4 | 1 | 1 | 2 | 2  | 6  | -4  |
| Ilhas Cook     | 3   | 4 | 1 | 0 | 3 | 4  | 9  | -5  |
| Tuvalu         | 1   | 4 | 0 | 1 | 3 | 2  | 22 | -20 |

| 25 de agosto de 2007 15:00 (UTC-11) | Taiti | 0 – 1     | Nova Caledônia  | Toleafoa J.S. Blatter Complex, Apia, Samoa |
|                                     |       | Relatório | Wajoka 9' (pen) | Público: 400 Árbitro: NZL Michael Hester   |

| 25 de agosto de 2007 18:00 (UTC-11) | Fiji | 16 – 0    | Tuvalu | Toleafoa J.S. Blatter Complex, Apia, Samoa |
|                                     | Krishna 6', 14', 22' · Rabo 11', 34', 45' · Baletoga 17' · Tiwa 28', 30' · Vakatalesau 42', 46', 65', · 73', 82', 89' · Finau 68' (pen) | Relatório |        | Público: 200 Árbitro: SAM Fiti Aimaasu     |

| 27 de agosto de 2007 15:00 (UTC-11) | Tuvalu | 0 – 1     | Nova Caledônia | Toleafoa J.S. Blatter Complex, Apia, Samoa |
|                                     |        | Relatório | Kabeu 52'      | Público: 250 Árbitro: SOL Nelson Sogo      |

| 27 de agosto de 2007 18:00 (UTC-11) | Fiji                                                        | 4 – 0     | Ilhas Cook | Toleafoa J.S. Blatter Complex, Apia, Samoa |
|                                     | Vakatalesau 19', · Waqa 40', · Bukalidi 63' · Kainihewe 82' | Relatório |            | Público: 400 Árbitro: VAN Lencie Fred      |

| 29 de agosto de 2007 15:00 (UTC-11) | Taiti         | 1 – 1     | Tuvalu     | Toleafoa J.S. Blatter Complex, Apia, Samoa |
|                                     | Willams 45+1' | Relatório | Sekifu 87' | Público: 100 Árbitro: SOL Chris Lengata    |

| 29 de agosto de 2007 18:00 (UTC-11) | Nova Caledônia      | 3 – 0     | Ilhas Cook | Toleafoa J.S. Blatter Complex, Apia, Samoa |
|                                     | Kabeu 35', 51', 85' | Relatório |            | Público: 200 Árbitro: NZL Neil Fox         |

| 1 de setembro de 2007 12:30 (UTC-11) | Ilhas Cook                                   | 4 – 1     | Tuvalu            | Toleafoa J.S. Blatter Complex, Apia, Samoa |
|                                      | Mateariki 28', 69' · Le Mouton 88' · Tom 93' | Relatório | Willis 83' (g.c.) | Público: 200 Árbitro: NZL Michael Hester   |

| 1 de setembro de 2007 18:00 (UTC-11) | Taiti | 0 – 4     | Fiji                                           | Toleafoa J.S. Blatter Complex, Apia, Samoa |
|                                      |       | Relatório | Waqa 17' · Baletoga 38' · Vakatalesau 49', 73' | Público: 200 Árbitro: NZL Neil Fox         |

| 3 de setembro de 2007 15:00 (UTC-11) | Nova Caledônia | 1 – 1     | Fiji          | Toleafoa J.S. Blatter Complex, Apia, Samoa |
|                                      | Wajoka 44'     | Relatório | Kainihewe 56' | Público: 1,000 Árbitro: VAN Lencie Fred    |

| 3 de setembro de 2007 15:00 (UTC-11) | Ilhas Cook | 0 – 1     | Taiti       | Toleafoa J.S. Blatter Complex, Apia, Samoa |
|                                      |            | Relatório | Tinorua 64' | Público: 100 Árbitro: SAM Fiti Aimaasu     |

### Grupo B
| Equipe          | Pts | J | V | E | D | GP | GC | SG  |
| --------------- | --- | - | - | - | - | -- | -- | --- |
| Ilhas Salomão   | 12  | 4 | 4 | 0 | 0 | 21 | 1  | +20 |
| Vanuatu         | 9   | 4 | 3 | 0 | 1 | 23 | 3  | +20 |
| Samoa           | 6   | 4 | 2 | 0 | 2 | 9  | 8  | +1  |
| Tonga           | 3   | 4 | 1 | 0 | 3 | 6  | 10 | -4  |
| Samoa Americana | 0   | 4 | 0 | 0 | 4 | 1  | 38 | -37 |

| 25 de agosto de 2007 15:00 (UTC-11) | Ilhas Salomão | 12 – 1    | Samoa Americana | Toleafoa J.S. Blatter Complex, Apia, Samoa |
|                                     | Totori 12', 15' · Menapi 20' (pen), 41', 75', 82' · Fa'arodo 43' · Waita 58', 85' · Beubeu 69' · Molea 77' · Takayama 90+2' | Relatório | Ott 55' (pen)   | Público: 300 Árbitro: PNG Salaiau Sosongan |

| 25 de agosto de 2007 20:30 (UTC-11) | Vanuatu                                             | 4 – 0     | Samoa | Toleafoa J.S. Blatter Complex, Apia, Samoa |
|                                     | Iwai 21' · Naprapol 43' · Poida 66' · Soromon 90+2' | Relatório |       | Público: 300 Árbitro: TAH Averii Jacques   |

| 27 de agosto de 2007 15:00 (UTC-11) | Ilhas Salomão                              | 4 – 0     | Tonga | Toleafoa J.S. Blatter Complex, Apia, Samoa |
|                                     | Menapi 5', 12' · Fa'arodo 51' · Maemae 66' | Relatório |       | Público: 350 Árbitro: SAM Fiti Aimaasu     |

| 27 de agosto de 2007 18:00 (UTC-11) | Samoa Americana | 0 – 7     | Samoa                                                                            | Toleafoa J.S. Blatter Complex, Apia, Samoa |
|                                     |                 | Relatório | Tumua 24', 51' · Faaiuaso 29' · Cahill 43' (pen), 67' · Fonoti 61' · Michael 76' | Público: 2,800 Árbitro: PNG Job Minan      |

| 29 de agosto de 2007 15:00 (UTC-11) | Samoa Americana | 0 – 15    | Vanuatu | Toleafoa J.S. Blatter Complex, Apia, Samoa |
|                                     |                 | Relatório | Poida 19' · Mermer 24', 45', 45+1', 68' · Sakama 43', 79', 91' · Chichirua 56' · Iwai 62' · Tomake 72' · Soromon 81', 84', 86', 90+2' | Público: 200 Árbitro: NZL Michael Hester   |

| 29 de agosto de 2007 20:30 (UTC-11) | Samoa                        | 2 – 1     | Tonga    | Toleafoa J.S. Blatter Complex, Apia, Samoa   |
|                                     | Faaisuaso 45+1' · Taylor 83' | Relatório | Feao 54' | Público: 1,850 Árbitro: PNG Salaiau Sosongan |

| 1 de setembro de 2007 12:30 (UTC-11) | Tonga                                         | 4 – 0     | Samoa Americana | Toleafoa J.S. Blatter Complex, Apia, Samoa |
|                                      | Moala 37' (pen) · Palu 54', 61' · Uhatahi 86' | Relatório |                 | Público: 200 Árbitro: PNG Job Minan        |

| 1 de setembro de 2007 14:30 (UTC-11) | Vanuatu | 0 – 2     | Ilhas Salomão            | Toleafoa J.S. Blatter Complex, Apia, Samoa |
|                                      |         | Relatório | Bebeu 60' · Fa'arodo 64' | Público: 1,000 Árbitro: TAH Averii Jacques |

| 3 de setembro de 2007 12:30 (UTC-11) | Samoa | 0 – 3     | Ilhas Salomão               | Toleafoa J.S. Blatter Complex, Apia, Samoa |
|                                      |       | Relatório | Totori 1', 37' · Maemae 69' | Público: 200 Árbitro: NZL Michael Hester   |

| 3 de setembro de 2007 12:30 (UTC-11) | Tonga       | 1 – 4     | Vanuatu                           | Toleafoa J.S. Blatter Complex, Apia, Samoa |
|                                      | Savieti 50' | Relatório | Soromon 24', 34', 41' · Maleb 76' | Público: 50 Árbitro: PNG Job Minan         |

### Semifinais
| 5 de setembro de 2007 15:00 (UTC-11) | Ilhas Salomão             | 2 – 3     | Nova Caledônia                         | Toleafoa J.S. Blatter Complex, Apia, Samoa |
|                                      | Fa'arodo 40' · Menapi 47' | Relatório | Kabeu 34' · Toto 54' · Mercier 90+4' · | Público: 1,500 Árbitro: PNG Job Minan      |

| 5 de setembro de 2007 18:00 (UTC-11) | Fiji                                                | 3 – 0     | Vanuatu | Toleafoa J.S. Blatter Complex, Apia, Samoa |
|                                      | Baleitoga 44' · Vakatalesau 69' (pen) · Krishna 70' | Relatório |         | Público: 600 Árbitro: NZL Michael Hester   |

### Disputa pelo bronze
| 7 de setembro de 2007 14:30 (UTC-11) | Ilhas Salomão | 0 – 2     | Vanuatu                    | Toleafoa J.S. Blatter Complex, Apia, Samoa |
|                                      |               | Relatório | Soromon 45+3' · Sakama 50' | Público: 200 Árbitro: TAH Averii Jacques   |

### Disputa pelo ouro
| 7 de setembro de 2007 18:00 (UTC-11) | Nova Caledônia | 1 – 0     | Fiji | Toleafoa J.S. Blatter Complex, Apia, Samoa |
|                                      | Hmae 61'       | Relatório |      | Público: 400 Árbitro: NZL Michael Hester   |

## Copa das Nações da OFC de 2008
|  | Equipe qualificada para a repescagem |
|  | Equipes eliminadas                   |

| Equipe         | Pts | J | V | E | D | GP | GC | SG |
| -------------- | --- | - | - | - | - | -- | -- | -- |
| Nova Zelândia  | 15  | 6 | 5 | 0 | 1 | 14 | 5  | +9 |
| Nova Caledônia | 8   | 6 | 2 | 2 | 2 | 12 | 10 | +2 |
| Fiji           | 7   | 6 | 2 | 1 | 3 | 8  | 11 | -3 |
| Vanuatu        | 4   | 6 | 1 | 1 | 4 | 5  | 13 | -8 |

|                | NZL | FIJ | NCL | VAN |
| -------------- | --- | --- | --- | --- |
| Nova Zelândia  |     | 0–2 | 3–0 | 4–1 |
| Fiji           | 0–2 |     | 3–3 | 2–0 |
| Nova Caledônia | 1–3 | 4–0 |     | 3–0 |
| Vanuatu        | 1–2 | 2–1 | 1–1 |     |

## Repescagem
A campeã das eliminatórias da Oceania disputou uma vaga na Copa do Mundo contra a equipe quinta colocada das eliminatórias da Ásia em jogos de ida e volta. As partidas foram disputadas em 10 de outubro e 14 de novembro de 2009. A ordem dos confrontos foi definida no Congresso da FIFA realizado em 2 de junho de 2009 em Nassau, nas Bahamas.
| Equipe 1 | Total | Equipe 2      | Ida | Volta |
| -------- | ----- | ------------- | --- | ----- |
| Bahrein  | 0–1   | Nova Zelândia | 0–0 | 0–1   |

Resultados
| 10 de outubro de 2009 | Bahrein | 0 – 0     | Nova Zelândia | Estádio Nacional do Bahrein, Riffa         |
| 18:30 (UTC+3)         |         | Relatório |               | Público: 37,000 Árbitro: HUN Viktor Kassai |

| 14 de novembro de 2009 | Nova Zelândia | 1 – 0     | Bahrein | Westpac Stadium, Wellington                  |
| 20:00 (UTC+13)         | Fallon 45'    | Relatório |         | Público: 36,500 Árbitro: URU Jorge Larrionda |

## Artilharia
Classificação final de artilheiros.
| 12 gols - FIJ Osea Vakatalesau 9 gols - VAN Seule Soromon 8 gols - NZL Shane Smeltz 7 gols - SOL Commins Menapi 6 gols - FIJ Roy Krishna - VAN Françoise Sakama 5 gols - NCL Michel Hmae - NCL Iamel Kabeu - VAN Etienne Mermer 4 gols - NCL Pierre Wajoka - SOL Henry Faarodo - SOL Benjamin Totori 3 gols - FIJ Pita Baleitoga - FIJ Pita Rabo - NZL David Mulligan | 2 gols - COK Teariki Mateariki - FIJ Maciu Dunadamu - FIJ Malakai Kainihewe - FIJ Malakai Tiwa - FIJ Taniela Waqa - NCL Ramon Djamali - SAM Chris Cahill - SAM Desmond Faaiuaso - SAM Penitito Tumua - SOL Godwin Bebeu - SOL Alick Maemae - SOL Stanley Waita - TGA Pio Palu - VAN Richard Iwai - VAN Jean Naprapol - VAN Moise Poida 1 gol - ASA Ramin Ott - COK Kunda Tom - COK Thomas Le Mouton - FIJ Joasaia Bukalidi - FIJ Peni Finau - FIJ Salesh Kumar - FIJ Valerio Nawatu - NCL Noel Kaudre - NCL Patrick Diaike | 1 gol (continuação) - NCL Jose Hmae - NCL Poulidor Toto - NCL Marius Mapou - NCL Yohann Mercier - NZL Jeremy Christie - NZL Ben Sigmund - NZL Ivan Vicelich - SAM Damien Fonoti - SAM Junior Michael - SAM Lionel Taylor - SOL Judd Molea - SOL Samson Takayama - TAH Axel Williams - TAH Temarii Tinorua - TON Lafaele Moala - TON Malakai Savieti - TON Unaloto-Ki-Atenoa Feao - TON Kaisani Uhatahi - TUV Viliamu Sekifu - VAN Andrew Chichirua - VAN Tom Tomake - VAN Derek Malas - VAN Victor Maleb Gols contra - COK Stephen Willis (para Tuvalu) |